# Ursula Keller
Ursula Keller (Zug, 21 de junio de 1959) es una profesora, ingeniera y física suiza. Keller fue una de las primeras mujeres en graduarse en la prestigiosa Escuela Politécnica de Zúrich, ETH (Eidgenössische Technische Hochschule), donde todos sus profesores eran hombres. Recibió el diploma de ingeniera en física en 1984. Con una especialidad en tecnología láser ultrarrápida, inventora y ganadora del Premio Europeo de Inventores 2018 otorgado por la Oficina Europea de Patentes. Es miembro de la Real Academia de las Ciencias de Suecia y del IEEE.

## Carrera
Después de graduarse como ingeniera física en 1984 del Instituto Federal Suizo de Tecnología en Zúrich, Ursula Keller continuó sus estudios en la Universidad de Stanford, donde obtuvo una maestría en física aplicada en 1987, y luego continuó con un doctorado en física obtenido en 1989. El tema de sus estudios fue el desarrollo de una nueva técnica para la medición óptica de carga y voltaje en circuitos integrados de tipo GaAs.
De 1989 a 1993, trabajó en el centro de investigación de AT&T Bell en Nueva Jersey, donde realizó investigaciones sobre conmutación fotónica, tecnología láser ultrarrápida y espectroscopia de semiconductores y desarrolló un método para fabricar láseres de pulso ultracortos.
En 1993, fue nombrada profesora de física en el Instituto Federal Suizo de Tecnología de Zúrich, convirtiéndose en la primera profesora de física de la escuela. En octubre de 1997, se convirtió en profesora titular.
Sus áreas de investigación son los láseres ultrarrápidos de estado sólido y semiconductores, el desarrollo de instrumentos confiables y funcionales para generar rayos X ultravioleta (EUV) extremos y ciencia de atosegundos. Desarrolló el primer método para generar pulsos de luz ultrarrápidos conocido como SESAM, un acrónimo de «espejo absorbente saturable de semiconductores» que se ha convertido en un estándar mundial de la industria para cortar y soldar en campos que van desde la electrónica y la industria automotriz hasta la tecnología de las comunicaciones y el diagnóstico médico y la cirugía. Ha realizado innumerables contribuciones importantes al campo de la ciencia del láser desde entonces. El Dr. La investigación anterior de Keller sobre la tecnología de estabilización de fase de envoltura portadora y peine de frecuencia fue parte integral del desarrollo de Theodor W. Hänsch y John L. Hall de espectroscopia basada en láser que les valió el Premio Nobel de Física 2005.
Ursula Keller es la fundadora y presidenta del ETH Women Professors Forum.
Ursula Keller ha patentado varios inventos en el campo de los láseres ultrarrápidos para aplicaciones industriales y médicas. 
Ella es la creadora del Attoclock, uno de los dispositivos de medición de tiempo más precisos del mundo, que puede registrar intervalos de tiempo de hasta unos pocos attosegundos, la billonésima parte de una billonésima de segundo. 
Desde 2010, Ursula Keller ha sido Directora del Centro Nacional de Investigación Suizo para Ciencias y Tecnologías Moleculares Ultrarrápidas.
Desde 2014, ha sido miembro del Consejo de Investigación de la Swiss National Science Foundation. 
En 2018, Ursula Keller ganó el Premio Europeo de Inventores en el "Lifetime Achievement». En 2019, fue nombrada como una de las principales expertas que juzga las propuestas para este premio. 

## Premios y distinciones
Keller fue nombrada miembro del Instituto de Ingenieros Eléctricos y Electrónicos (IEEE, por sus siglas en inglés) en 2014 por sus contribuciones a la física y la tecnología de láser bloqueado en modo de pulso ultracorto. Recibió el Premio Weizmann Mujer y Ciencia en 2017 y en 2018, ganó el Premio Europeo de Inventores 2018 por tecnología láser en la categoría «Logro de por vida». En noviembre de 2019, la Sociedad de Ingenieros de Instrumentación Foto-Óptica anunció que Keller recibiría la Medalla de Oro SPIE 2020.